# Estación de Porriño
Porriño (en gallego y oficialmente según Adif, O Porriño) es una estación ferroviaria ubicada en el municipio español de Porriño, en la provincia de Pontevedra, comunidad autónoma de Galicia. Dispone de servicios de Larga y Media Distancia prestados por Renfe.

## Situación
La estación está ubicada en el punto kilométrico 151,752 de la línea que une Monforte de Lemos con Redondela a 31 metros de altitud, entre las estaciones de Guillarey y Louredo-Valos. El tramo es de vía única y está electrificado.

## Historia
La estación fue inaugurada el 17 de marzo de 1878 con la apertura del tramo Guillarey-Vigo de la línea que pretendía unir Vigo con Monforte de Lemos. La compañía encargada de las obras fue MZOV. En 1928, los graves problemas económicos que sufrían las empresas que gestionaban las líneas férreas del oeste español llevaron al estado a la nacionalización de las mismas y a su agrupación en la Compañía Nacional de los Ferrocarriles del Oeste. En 1941, Oeste se integraría como el resto de compañías ferroviarias españolas en RENFE.
Desde el 31 de diciembre de 2004 Renfe Operadora explota la línea mientras que Adif es la titular de las instalaciones ferroviarias.

## La estación
Está situada al norte del municipio. Su edificio para viajeros sigue el esquema de otras estaciones de este tramo y se compone de un cuerpo central de dos alturas al que se anexan dos alas laterales de menor altura. Dispone de dos andenes, uno lateral y otro central al que acceden tres vías. Otras dos vías terminan en toperas. En el exterior del recinto hay una zona de aparcamiento habilitada.

## Accidente ferroviario del 9 de septiembre de 2016
El 9 de septiembre de 2016, a la entrada de la estación se produjo un accidente por descarrilamiento de una serie 592 de Comboios de Portugal, causando la muerte de cuatro personas y medio centenar de heridos. El tren unía el trazado Vigo - Oporto, el accidente se produjo sobre las 10:00 de la mañana.

## Servicios Ferroviarios

### Larga Distancia
Los servicios de Larga Distancia operados por Renfe que realizan parada en la estación son los que unen Vigo y Barcelona (solamente en sentido Barcelona-Vigo) gracias a servicios diurnos Alvia tres veces por semana.

### Media Distancia
Los trenes de Media Distancia de Renfe con parada en la estación permiten viajar de forma directa a ciudades como Orense, Vigo o Ponferrada. 
Hasta el 2 de julio de 2013, también paraban en la estación el regional internacional Vigo-Guixar - Oporto-Campanhã. Este último circula como Regional Exprés entre Vigo y Tuy para ser después un Regional Internacional hasta Oporto. Sin embargo, las paradas intermedias en territorio español de dicho servicio fueron suprimidas desde la fecha antes mencionada, no habiéndose recuperado desde entonces.